# Marco Zoro
Marco André Zoro Kpolo (* 27. Dezember 1983 in Abidjan), kurz Marco Zoro, ist ein ehemaliger ivorischer Fußballspieler, der auf der Position des Verteidigers spielte. Zuletzt stand er bei Asteras Amaliada unter Vertrag.

## Sportlicher Werdegang
Zoro wechselte in der Saison 1999/00 zu Salernitana Calcio und damit erstmals zu einem ausländischen Verein. Hier blieb er insgesamt dreieinhalb Jahre, ehe er zur Winterpause der Saison 2002/03 zum FC Messina wechselte. In der Saison 2003/04 schafften die Sizilianer den Aufstieg in die höchste italienische Profiliga, die Serie A, wo sich der Verein behaupten konnte. Zur Saison 2007/08 wechselte Zoro zu Benfica Lissabon nach Portugal, wo er sich aber keinen Stammplatz erkämpfen konnte. In der Winterpause der Saison 2008/09 wurde er auf die Transferliste gesetzt und trainierte zur Probe fünf Tage bei den Blackburn Rovers mit. Er wurde aber nicht verpflichtet, woraufhin er bis zum Saisonende innerhalb der Liga an Vitória Setúbal verliehen wurde. Für die Saison 2009/10 wurde die Leihe verlängert. Im Jahr 2011 spielte Zoro in Rumänien, für Universitatea Craiova, wo er 14 Einsätze hatte. Ab 2012 wechselte er von Universitatea Craiova ablösefrei zum französischen Zweitligisten SCO Angers. Nach einem Jahr schloss er sich dem griechischen Verein OFI Kreta an, den er allerdings 2014 ebenfalls nach einer Spielzeit verließ.
Anschließend war Zoro zwei Jahre lang ohne Verein, ehe er im Sommer 2016 bei AO Chania in der griechischen Football League anheuerte. Er kam zu drei Kurzeinsätzen als Einwechselspieler. Im Januar 2017 verließ er den Klub zu Asteras Amaliada in die Football League 2.
Von 2003 bis 2010 kam Zoro zu unregelmäßigen Einsätzen in der Ivorischen Fußballnationalmannschaft, mit welcher er bei der Fußball-Afrikameisterschaft 2006 den zweiten Platz belegte, wobei er zu insgesamt drei Einsätzen kam. Insgesamt absolvierte Zoro 22 Spiele im Nationaltrikot, in denen ihm ein Tor gelang.

## Rassistische Beleidigungen
Traurige Berühmtheit erlangte Marco Zoro am 27. November 2005, als er anlässlich des Serie-A-Spiels zwischen dem FC Messina und Inter Mailand von Inter-Fans bei jedem Ballkontakt mit Affengeheul, Buh-Rufen und rassistischen Beschimpfungen wie „dreckiger Neger“ etc. beleidigt wurde. In der 66. Minute nahm Zoro den Ball, rannte zur Bank seiner Mannschaft und weigerte sich zunächst weiterzuspielen. Teamkollegen und gegnerische Spieler konnten Zoro jedoch überreden, das Spiel zu Ende zu führen. Anschließend erhielten vier Inter-Fans Stadionverbot. Aufgrund dieses und anderen ähnlichen Vorfällen in italienischen Stadien wurden am folgenden Spieltag sämtliche Spiele mit einer fünfminütigen Verspätung angepfiffen, aus Solidarität mit Marco Zoro und anderen dunkelhäutigen Spielern wurde am folgenden Spieltag zudem ein Spruchband mit dem Slogan „Stoppt den Rassismus“ ausgerollt. Trotzdem wiederholten sich die Ereignisse am 2. April 2006, als es zum Rückrundenspiel zwischen Messina und Inter Mailand kam. Erneut wurde Marco Zoro mit rassistischen Schmährufen beleidigt.

## Erfolge
- 2. Platz bei der Fußball-Afrikameisterschaft 2006 mit der Ivorischen Fußballnationalmannschaft.